# 托尼·卡斯卡里诺
托尼·卡斯卡里诺（英語：Anthony Guy "Tony" Cascarino，1962年9月1日—），英国職業足球运动员。他在多个英国、法国和爱尔兰球會中踢前锋。退役後他在一个体育广播电台任播音员，并为泰晤士报写文章。

## 生平
本来卡斯卡里诺打算学理发师的行业，但是于1982年加入。他的体育生涯使他上升到首级足球队，在这里他多年效力。他先后在、和踢球。不过他最辉煌的时候是在法甲的馬賽和南錫的时期。
通过其爱尔兰母亲，卡斯卡里诺为愛爾蘭國家足球隊效力。在共88次出场中他进球19次。他的空球技巧很适合该队传长球的风格。他代表爱尔兰参加1988年的欧洲足球锦标赛和1990年和1994年的世界盃足球賽。
卡斯卡里诺写过一本自传，与其它运动员自传相比这部自传非常公开和直接，比如他公开赌博作弊的细节。这个公开性最后影响了他的生涯，也导致了他的婚姻破裂。他还写道他在马赛时他和其他运动员被俱乐部物理治疗师注射不明物质。当时的物理治疗师强调注射物质是合法的，它“激发肾上腺素”。卡斯卡里诺说只有接受注射剂的运动员才被允许上场。
卡斯卡里诺退出球场后成为一名亚专业撲克运动员。他在电视片集「名人撲克俱樂部」（Celebrity Poker Club）中比賽，还为撲克比赛做评论。

## 外部連結
- Tony Cascarino在互联网电影资料库（IMDb）上的資料（英文）
- 足球数据库：托尼·卡斯卡里诺的球员统计数据
- Hendon Mob poker tournament results （页面存档备份，存于）